# Serif PhotoPlus
Serif PhotoPlus war ein Bildbearbeitungs-Programm des britischen Unternehmen Serif. Da sich Serif auf seine Affinity-Produkte Affinity Designer, Affinity Photo und Affinity Publisher konzentriert, wurde die Entwicklung eingestellt. 
Mit dem Programm lassen sich zahlreiche Veränderungen an Bildern vornehmen. Dafür bietet PhotoPlus zahlreiche Grafikfilter und Effekte sowie Werkzeugfunktionen. Auch Stapelverarbeitung ist möglich. Die Software bietet die Möglichkeit der Bildverwaltung an. Man kann mit dem Programm auch malen und Diashows erzeugen. 
Mit PhotoPlus können übliche Formate wie JPEG, TIFF ebenso bearbeitet werden wie Rohdaten der meisten Kameramodelle oder im Format Digital Negative (DNG). Weitere unterstützte Formate sind „Paint Shop Pro“-Format PSP und das Adobe-Format PSD. 
Das Programm kann eine Datei ohne Verlust des Ausgangszustands verarbeiten, wenn man das Bild nur über Einstellungsebenen manipuliert. Jede Änderung mit einer solchen Ebene kann zurückgenommen werden. Wenn man ein Bild einzig durch Einstellungsebenen verändert hat, dann bleibt die Ausgangsdatei unverändert und ohne Qualitätsverlust erhalten. Auch wenn die Bearbeitung einer Ebene vorübergehend beendet ist und eine neue Ebene hinzugefügt wurde, kann mit PhotoPlus ein Großteil der Veränderungen auf anderen Ebenen nachträglich noch verändert werden.
Als nahezu einziges 64-Bit-Bildbearbeitungsprogramm beherrschen die Version X7 und X8 den Bildimport von Scannern mit 32-Bit-TWAIN-Treiber. Auf Grund der andern Codebasis und der Komplexität der Programmierung wurde dieses Feature beim Nachfolgeprogramm Affinity Photo nicht weitergeführt.

## Versionsgeschichte
| Version | Veröffentlicht     |
| ------- | ------------------ |
| 5       | 1999               |
| 6       | 1999               |
| 7       | 2001               |
| 8       | 2002               |
| 9       | 2003               |
| 10      | 2005               |
| 11      | 25. September 2006 |

| Version | Veröffentlicht     |
| ------- | ------------------ |
| X2      | 29. Oktober 2007   |
| X3      | 11. Mai 2009       |
| X4      | 12. Juli 2010      |
| X5      | 12. September 2011 |
| X6      | 3. Dezember 2012   |
| X7      | 28. April 2014     |
| X8      | 10. August 2015    |